# Кларис Лиспектор
Кларис Лиспектор (порт. Clarice Lispector; Чечелник, 10. децембар 1920 - Рио де Жeнeиро, 9. децембар 1977) била је бразилска књижевница и новинарка, једна од најзначајнијих ауторки књижевности на португалском језику.
Рођена је као најмлађа од три кћерке у јеврејској породици. Лоши животни услови (сиромаштво, рат, силовање мајке) натерали су породицу да емигрира у Бразил када је Кларис имала тек годину дана. Одрасла је у Ресифеу, а мајка јој је умрла кад је имала 9 година, након чега су се сестре с оцем преселиле у Рио де Женеиро. Похађала је најцењенију гимназију у земљи (Ginásio Pernambucano), а потом је 1937. године уписала Правни факултет у Рију и запослила се као новинарка. Свој први роман објавила је са 23 године. Удала се за бразилског дипломату Маурија Гвргела Валентеа 1944. године и узела бразилско држављанство. Убрзо се млади пар одселило у Напуљ, те провео идућих десетак година службујући по различитим бразилским амбасадама у Европи и САД. Није волела дипломатски живот, те се након 15. година развела од супруга и вратила у Рио, где је наставила успешно да објављује романе, приче, књиге за децу и новинарске чланке. Упрко томе што је још као млада стекла књижевно признање, а иза себе оставила опсежну кореспонденцију, врло мало тога се зна о њеном приватном животу. „Толико сам мистериозна да чак ни саму себе не разумем“, написала је једном приликом. Из тог вакуума информација, сматра њен биограф Бенџамин Мосер, изникла је цела митологија која и данас плени и привлачи читаоце широм света.

Њена проза сматра се прекретницом на бразилској књижевној сцени, пре свега по разноврсности стилских регистара и истанчаним и снажним описима интимних, наизглед неосетних личних преображаја, открића и јачања животних снага, са свим њиховим изазовима. Током читавог живота опирала се било каквој класификацији те потврђивала утисак о себи као „страном телу“ у бразилској књижевности. Бразлиски песник Ледо Иво је истакао: 
| „ | Вероватно никада нећемо да пронађемо опипљиво и прихватљиво објашњење за језик и стил Кларис Лиспектор. Страност њезине прозе једна је од најупечатљивих чињеница наше књижевне историје, па чак и историје нашег језика. | ” |

 Није себе сматрала ни феминистичком ни јеврејском књижевницом. У њена најзначајнија дела спадају романи Близу дивљег срца, Јабука у тами, Пасија по Г. Х., Учење или Књига ужитака, Жива вода, Час звезде и Дах живота; збирке приповедака Породичне везе, Легија странаца, Срећа из потаје, Via Crucis тела и Где си била ноћу.

## Биографија

### Детињство и младост
Кларис Лиспектор је рођена под именом Чаја Лиспектор у Чечелнику, у области Подоље, западном делу данашње Украјине. Била је најмлађа од три ћерке Маније Кримголд и Пинкаса Лиспектора. Попут других јеврејских породица у тој регији и породица Лиспекор је доживела страшне погроме за време Руског грађанског рата (између осталог мајка јој је била силована). Бежећи пред ратом и сиромаштвом, породица је прво избегла у Румунију, а потом у Немачку, одакле су емигрирали у Бразил, где је њена мајка Манија имала рођаке. На обалу Бразила приспели су почетком 1922. године, када је Чаја имала нешто више од годину дана.
Чланови породице су у новом поднебљу одлучили да промене имена. Пинкас је постао Педро; Маниа се преименовала у Маријета; Леа је постала Елиза, а Чаји је промењено име у Кларис. Једино је средња ћерка Тања (19. април 1915 – 15. новембар 2007) задржала своје име читавог живота. Прве три године живели су у граду Масејо, држава Алагоас, да би се, након погоршања мајчиног здравственог стања, преселили у град Ресифе, држава Пернамбуко. У Ресифу, где је породица живела врло сиромашно, умире јој потпуно парализована мајка 21. септембра 1930. године.
Кларис је похађала Colégio Hebreo-Idisch-Brasileiro, где се међу осталим предметима изучавао и јидиш и хебрејски језик, а затим је 1932. године уписала Ginásio Pernambucano, тада најцењенију гимназију у земљи. Годину дана касније, прочитваши Хесеов роман Степски вук, пожелела је да постане писац.
Године 1935. Педро Лиспектор је одлучио да пресели своју породицу у Рио де Женеиро, надајући се да ће у тадашњој престоници моћи да заради више новца, али и да ће својим ћеркама наћи Јевреје за мужеве. Године 1937. Кларис је уписала Правни факултет у Рију, један од најцењенијих факултета у држави, где је била једна од три жене и једини студент Јеврејин. Своју прву причу Triunfo објавила је у часопосу Пан 25. маја 1940. године. Исте године јој умире отац током операције жучног мехура.
Током факултета, Кларис је радила као новинарка, прво у владиној новинарској агенцији Agência Nacional, а потом и у утицајним новинама A Noite. Ступила је у контакт са бразилским писцима млађе генерације, међу којима је био и писац Лусио Кардозо. На правном факултету се зближила са Мауријем Гвргелом Валентеом, дипоматом из министарства спољних послова Бразила. Како би се удала за њега, Кларис је морала да затражи бразилско држављанство, који је и добила 12. јануара 1943. године. Једанаест дана касније удала се за њега.

### Близу дивљег срца
У децембру 1943. године објавила је свој први роман, Близу дивљег срца (Perto do coração selvagem), који је због употребе унутрашњег монолога, филозофског приступа и специфичног стила био сматран револуционарним у Бразилу. Роман је освојио награду Graça Aranha за најбољи дебитански роман. Песник Ледо Иво га је у новинарском приказу описао као најбољи роман који је икада жена написала на португалском језику, док је Жорже де Лима истакао да је Кларис променила тачку гравитације око које се вртела бразилска књижевност последњих двадесет година. „Роман Кларисе Лиспектор се обелоданио у нашем књижевном свету као највиши домет интроспективног романа”, записао је књижевни критичар Сержио Милиет.
Близу дивљег срца, попут свих других њених каснијих романа, заснивао се на снажном приказу унутрашњих душевних стања. Иако су многи у роману видели утицај Вирџиније Вулф и Џејмса Џојса, Кларис је њихова дела прочитала тек након што је довршила властиту књигу. Епиграф и сам наслов преузети су из Џојсовог романа „Портрет уметника у младости” на предлог њеног пријатеља Лусија Кардоза.
Убрзо након изласка романа Кларис и Маури су напустили Рио и преселили се у Белем, држава Пара, у граду који лежи на ушћу Амазона. Тамо је Маури био веза између министарства спољних послова и интернационалних лица која су север Бразила користи као војну базу током Другог светског рата.

### Европа и САД
Маури је добио посао у Бразилском конзулату у Напуљу, те је млади брачни пар отпутовао у Италију 29. јула 1944. године. Рат се у Европи и даље водио, а Напуљ је био полазна тачка за бразилске војне трупе које су се бориле на страни савезника против нацистичких трупа. Клариса је радила у војној болници негујући рањене војнике. Након завршетка рата у Риму је упознала песника Ђузепеа Унгаретија, који је превео делове њеног романа Близу дивљег срца на италијански језик. У Риму је такође имала прилику да њен портрет наслика Ђорђо де Кирико. У Напуљу је завршила свој други роман, Лустер (O Lustre, 1946), у коме је представила унутрашњи живот девојчице Виржиније. Роман је био тематски сличан првом, али је био дужи. Наишао је на позитиван пријем међу књижевном критиком, али је ентузијазам критичара био мањи у односу на пријем њеног првенца.
Након кратког повратка у Бразил 1946. године, брачни пар се вратио у Европу, где је Маури постављен за амбасадора у Берну. Кларис није волела Швајцарску јер се у њој углавном досађивала и осећала депресивном. У писму својој сестри записала је: „Швајцарска је гробље узбуђења”. Касније је тврдила да ју је из Швајцарске досаде спасавало писање.}} Тада је написала свој трећи роман Опкољени град (A cidade sitiada, 1949). У њему се приповеда о животу Лукресије Невеш и уздизању града Сао Жералдо од варошице до великог града. Књига је због бројних метафора и херметичног израза наишла на равнодушност критичара, оставши до данашњих дана њена најслабија књига. Сержио Милиет је свој приказ закључио реченицом да је књижевница подлегла под теретом сопственог изобиља." У Берну је родила свог сина 10. септембра 1948. године, кога је назвала по свом оцу Педро.
Након што је породица напустила Швајцарску 1949. године, а потом провела готово годину дана у Рију, Кларис и Маури су отпутовали за Торки, где је Маури постављен за бразилског делегата током доношења Општег споразума о трговини и царини. У Британији су живели од септембра 1950. до марта 1951. године и Клариси се допадао начин живота у овој земљи. Приликом посете Лондона имала је спонтани побачај.
Године 1952. године, када су супружници у Рију поново провели годину дана, Лиспектор је објавила кратку збирку Неколико прича (Alguns contos), састављену из шест приповедака. Књига је објављена у малом тиражу, а штампање је спонзорисало Министарство просвете и здравља. Ове приче представљају приповедну срж онога што ће касније кроз нову обраду постати збирка Породичне везе (Laços de família 1961).
Маури је постављен за амбасадора Бразила у Сједињеним Америчким Државама те су се септембра 1952. године преселили у Вашингтон, где су остали до јуна 1959. године. Иако је Кларис постала блиска са неколико појединаца, дубоко је презирала свет дипломатије. Касније је свој живот жене дипломате описла: „Мрзела сам га, али сам радила оно што сам морала... приређивала сам вечере, све оно што се од мене очекивало, али са гађењем.” У Америци је родила и свог другог сина Паула, а започела је и да пише приче за часопис Senhor. У јуну 1959. године, напустила је свог супруга и заједно са својим синовима вратила се у Рио де Женеиро, где је остала до краја живота.

### Породичне везеиЈабука у тами
Након што се вратила у Бразил, Кларис се као самохрана мајка борила са новчаним проблемима. Покушавала је да нађе издавача вољног да објави њен роман и збирку прича које је написала у Вашингтону. Збирка је објављена 1960. године под именом Породичне везе и у њој су се налазиле 6 прича претходно објављених у збирци Неке приче из 1952. године заједно са седам нових проча од који су неке биле објављене у часопису Senhor. Њен пријатељ Фернандо Сабино јој је поводом књиге саопштио: „тачно, искрено, неоспорно, па чак и понизно, сматрам да је ово најбоља збирка прича икада објављена у Бразилу”. Ерико Верисимо јој је написао: „Нисам ти писао поводом твоје књиге прича јер сам се стидео да ти признам шта мислим о њој. Укратко: најважнија збирка прича објављена у 20. веку још од Машада де Асиса”.
Рукопис четвртог романа Јабука у тами био је завршен још 1956. године, али је неколико издавача одбило да га објави. Њен најдужи роман и уједно најсложенији коначно је објављен 1961. године. Заснован је на унутрашњем монологу Мартима, мушкарца који верује да је убио супругу, због чега се повлачи у унутрашњост Бразила, где постаје земљорадник и сточар. Суштина романа се не огледа у самом заплету, већ на поигравању језиком и стилом. Следеће године, роман је награђен наградом Кармен Долорес Барбоса за најбољи роман објављен претходне године. Негде у ово време започела је везу са песником Паолом Мендешем Кампошем, али веза није потрајала.

### Пасија по Г. Х.иЛегија странаца
Године 1964. објавила је свој вероватно најчувенији и најчуднији роман Пасија по Г. Х. (A paixão segundo G.H.). У њој протагонискиња доживљава мистично искуство након уласка у слушкињину собу, где бива запањена блештавом чистоћом коју нарушава једино бубашваба која излази из ормара. Престрављена, јунакиња залупи вратима ормара, покидавши бубашвабу на пола, те затим посматра како полако цури течност из њеног полумртвог тела коју на самом крају књиге ставља у уста. Исте године објављује збирку прича Легија странаца (A legião estrangeira).
Средином шездесетих се упознаје са америчким преводиоцем Грегоријем Рабасом на конференцији посвећеној бразилској књижевности у Тексасу. Њен будући преводилац је сматрао да је Кларис: „једна од ретких особа које изгледају као Марлен Дитрих и пишу као Вирџинија Вулф.“
У септембру 1966. Кларис је доживела несрећу у властитом стану: узела је таблету за спавање и заспала с упаљеном цигаретом. У пожару јој је тешко озлеђена десна рука. Касније је изјавила:
| „ | Пожар је готово сагорео моју десну руку. Моје ноге су осакаћене заувек. То што се догодило је врло тужно и не волим да размишљам о томе. Све што могу рећи је да сам провела три дана у паклу, где, како кажу, одлазе лоши људи после смрти. Не сматрам себе лошом, а била сам у паклу док сам још жива. | ” |

Следеће године објавила је своју прву књигу за децу „Тајна замишљеног зеца” (O Mistério do coelho pensante 1967). Књигу је првобитно написала на енглеском за свог сина Паоло док су још живели у Вашингтону. У августу 1967. године започела је да пише чланке за Jornal do Brasil, утицајне бразилске новине, што јој је помогло да се њено име чује и ван интелектуалних и уметничких кругова, где је већ стекла славу. Новинарски чланци су обједињени и објављени постхумно у књизи „Откриће света” (A Descoberta do mundo 1984). Лиспектор је учествовала на политичким протестима против војне диктатуре у Бразилу 1968. године. Исте године је објавила још две књиге: књигу за децу Жена која је убила рибу (A Mulher que matou os peixes) и роман Књига ужитака или учење (Uma Aprendizagem ou O Livro dos Prazeres)

### Жива вода
Године 1971. Лиспектор је објавила још једну збирку прича  Срећа из потаје (Felicidade clandestinа), у којој је неколико прича засновано на сећању на детињство проведено у Ресифу. У том периоду је започела рад на књизи Жива вода, а само писање је текло споро. Олга Борели, њена пријатељица и асистент, касније се присећала Кларисиног процеса писања: 
| „ | Била је несигурна и тражила је мишљење неколико пријатеља. Кад је писала друге књиге, никада није показивала толику несигурност. Са Живом водом јесте. Једино сам тад видела да Кларис са оклевањем предаје рукопис издавачу. Сама ми је то рекла. | ” |

 Када је књига изашла 1973. године, књига је убрзо проглашена ремек-делом. У једном књижевном приказу стајало је: „Оваква проза Кларис Лиспектор буди савремену књижевност Бразила из депресивне и понижавајуже малодушности и уздиже је на ниво универзалне вредности и савршенства”.
Године 1974. објавила је две књига приче  Где си била ноћу и  Via Crucis тела. Иако је многе своје књиге писала годинама Via Crucis тела је написан за три дана након што се кладила са својим издавачем да може написати за кратак временски период три приче о сексуалности. Пошто је претходне године отпуштена из новина, своје писање је морала да убрза. Такође, почела је да објављује преводе Агате Кристи, Едгара Алана Поа и Оскара Вајлда.

Године 1975. била је позвана на први светски конгрес вештичарства у Боготи. Конгрес је привукао велику пажњу медија и изазвао неодобравање једног дела јавности. На скупу вештица је прочитала причу Јаје и кокошка из збирке Легија странаца. Чак и овако ексцентрична врста публике је остала збуњена причом. Касније је свој одабир објаснила: 
| „ | Јаје и кокошка је мистериозна прича и заиста у њој има мало окултизма. То је тешка и дубока прича. Зато мислим да је разноврсна публика очекивала да извучем зеца из шешира. Или да паднем у транс. Слушајте, никада у животу нисам учествовала у таквим стварима. Своју инспирацију не проналазим у натприродном, већ у дубоком урањању у подсвест, одакле испливавају откровења на површину. Шта више, не пишем да бих испунила било чија очекивања. | ” |

### Час звездеи смрт
Њен посљедњи роман, Час звезде (A Hora da estrela), довршен је 1977, месец дана пре ауторкине смрти, те је објављен постхумно. У њему Кларис пропитује друштвене теме попут сиромаштва кроз лик необразоване и у сваком смислу неуспешне антихероине, припросте дактилографкиње Машабе, која захваљујући мањку интелигенције не схвата колико би заправо требала бити несрећна. Исте године Кларис је умрла од рака јајника, иако јој никад нису саопштили дијагнозу. На неки начин, предвидела је властиту болест говорећи о Машабеиним „осушеним јајницима“. Умрла је на дан уочи свог 57. рођендана. Сахрањена је 11. децембра на јеврејском гробљу у Рио де Женеиру

## Дела

### Романи
- Близу дивљег срца (Perto do Coração Selvagem, 1943)
- Лустер (O Lustre, 1946)
- Опкољени град (A Cidade Sitiada, 1949)
- Јабука у тами (A Maçã no Escuro, 1961)
- Пасија по Г. Х.. (A Paixão segundo G.H., 1964)
- Учење или књига ужитака (Uma Aprendizagem ou O Livro dos Prazeres, 1969)
- Жива вода (Água viva, 1973)
- Час живота (1977)
- Дах живота (Um Sopro de Vida, 1978)

### Збирке прича
- Неке приче (Alguns contos, 1952)
- Породичне везе (Laços de família, 1960)
- Легија странаца (A legião estrangeira, 1964)
- Срећа из потаје (Felicidade clandestina, 1971)
- Имитација руже A imitação da rosa, 1973)
- Via Crucis тела A via crucis do corpo, 1974)
- Где си била ноћу? Onde estivestes de noite, 1974)
- Не заборави (Para não esquecer, 1978)
- Лепотица и звер (A bela e a fera, 1979)

### Књижевност за децу
- Тајна замишљеног зеца (O Mistério do Coelho Pensante, 1967)
- Мајка која је убила рибу (A mulher que matou os peixes, 1968)
- Тајни живот Лауре (A Vida Íntima de Laura, 1974)
- Делимична истина (Quase de verdade, 1978)
- Како су настале звезде (Como nasceram as estrelas: Doze lendas brasileiras, 1987)

### Новинарство и друга проза
- (1984)
- (1975)
- (1975)
- (2004)
- (2005)
- (2006)
- (2007)

### Коресподенција
- (2001)
- (2002)
- (2007)